# ピカ吾郎V2
『ピカ吾郎V2』（ピカごろうブイツー）は、2010年2月に山佐が開発・販売したパチスロ機。

## 概要
基本的には前作『ピカゴロウV』を踏襲した、ボーナスだけでコインを増やすオーソドックスな機種。前作より演出面を強化されている。
ゲーム性は基本は第3リール停止ボタンを離した後にパネル上部の12連LEDランプが光ればボーナス確定の告知機。12連ランプは右側で停止すればBIGの可能性が高まる。一番右ならBIG確定。

## 前作「ピカ吾郎V」との相違点
- 設定が4段階から6段階になった。
- スッポンが揃った際はボーナスと重複当選していてもその場で告知されず、次のゲームで告知される。
- BIG中は一度だけ13役を獲得することで獲得枚数をアップできる。
- リールスタート時に一瞬フリーズし、リールが震える演出がある。第2リールまで震えればスッポンかボーナス成立、第3リールまで続けばよりチャンスアップ。
- 一瞬パネルが点滅するなどの違和感演出(普段とは違う演出)がおこればボーナス確定。
- 前作ではあった「ストップ時にスベリコマ数でストップ音変化」「提灯ランプで小役ナビ」は無くなった。
- BIGの場合、7とピカゴロウ図柄のどちらでも揃えることができる。